# اثر هال

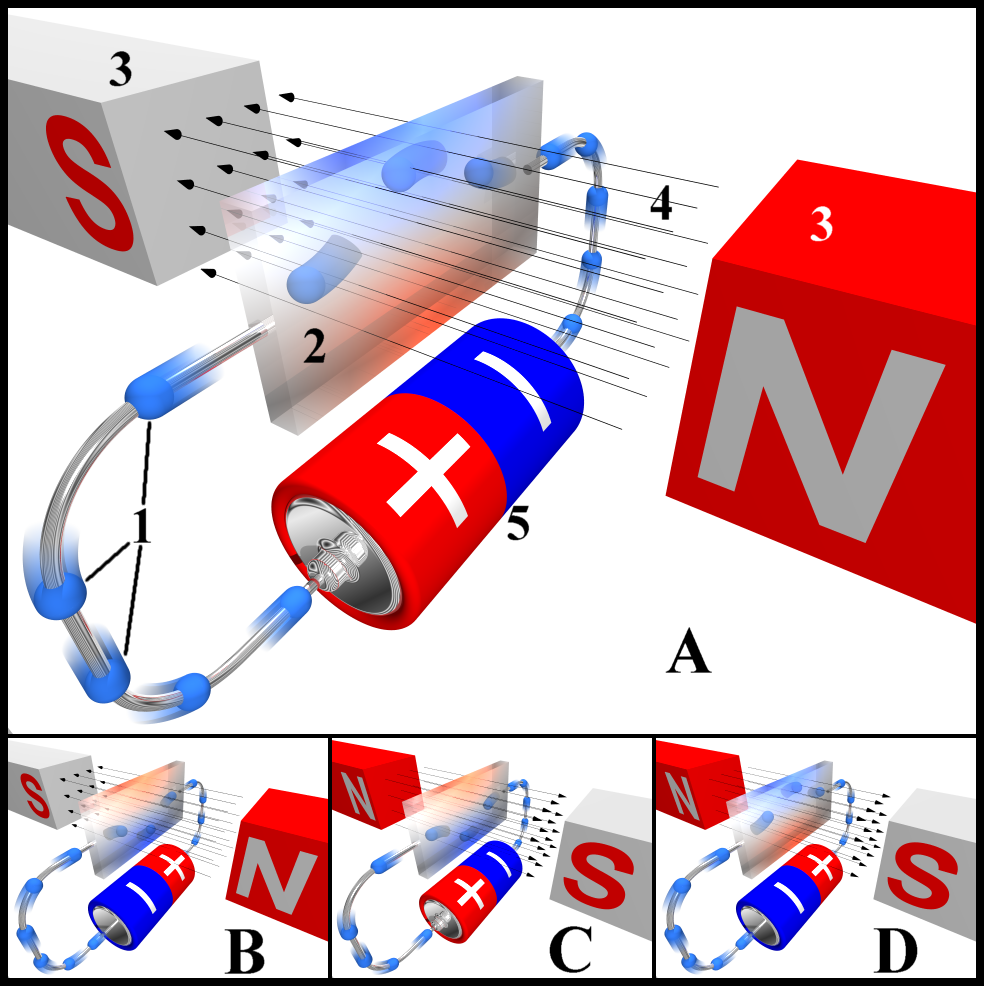
دیاگرام اثر هال
۱. مسیر حرکت الکترون‌ها (نه جریان قراردادی)
۲. ماده هال، یا حسگر هال
۳. آهنرباها
۴. میدان‌های مغناطیسی
۵. منبع تغذیه

اثر هال (به انگلیسی: Hall effect)، بیان می‌کند که اگر جریانی از یک رسانا در جهت عمود بر میدان مغناطیسی یکنواخت (H) اعمال‌شده عبور کند، رسانا دارای اختلاف پتانسیل ({\displaystyle \Delta V}) میان رخ‌های عمود بر جهت جریان و میدان مغناطیسی خواهد شد. این پدیده به افتخار کاشف آن ادوین هال نام‌گذاری شده‌است.
اندازه اختلاف پتانسیل به‌صورت:
{\displaystyle V={\frac {IH}{Ned}}}
داده می‌شود؛ که N شمار حامل‌های جریان، e بار الکتریکی و d فاصله میان دو رخی است که در طول آن پتانسیل پدید می‌آید.

## کشف
اثر هال در سال ۱۸۷۹ به وسیلهٔ ادوین هربرت هال در حالی که داشت روی دکترای خود در دانشگاه جانز هاپکینز در آمریکا کار می‌کرد، کشف گردید. اندازه‌گیری تأثیرات ریز در ابزاری که با آن کار می‌کرد، یک شاهکار تجربی بود که 18 سال پیش از کشف الکترون رخ داد.

## ضریب اثر هال
ضریب هال، به صورت نسبت میدان الکتریکی القایی به حاصلضرب چگالی جریان و میدان‌ مغناطیسی اعمالی تعریف می‌شود. این ضریب، یکی از خواص ماده‌ای است که َرسانا از آن ساخته شده، و مقدار آن به نوع، تعداد و ویژگی‌های حامل‌های باری که جریان را تشکیل می‌دهند، بستگی دارد.

## تئوری
اثر هال نتیجهٔ طبیعت جریان عبوری از رسانا است. جریان از حرکت تعداد زیادی حامل‌های بار تشکیل می‌شود که معمولاً الکترونها، حفره‌ها، یونها یا ترکیبی از این سه هستند. حامل‌های بار هنگام حرکت در میدانی که بر مسیر حرکت آن‌ها عمود است، نیرویی را تجربه می‌کنند، که نیروی لورنتس نامیده می‌شود.
وقتی چنین میدان مغناطیسی‌ای حاضر نباشد، بارها تقریباً به صورت مستقیم حرکت می‌نمایند. اما وقتی یک میدان مغناطیسی عمود اعمال شود، مسیر آن‌ها منحرف می‌شود و روی یکی سطوح ماده تجمع می‌کنند. نتیجهٔ این امر به جای ماندن بارهای مساوی اما با علامت مخالف در سطح دیگر خواهد بود، یعنی همان‌جایی که کمبود حامل بار وجود دارد؛ و بدین ترتیب یک توزیع نامتقارن از چگالی بار در سطح عنصر هال به وجود می‌آید که جهت آن عمود بر میدان مغناطیسی و جهت حرکت حامل‌های بار است. جدا شدن بارها یک میدان الکتریکی ایجاد می‌کند که با ادامهٔ مهاجرت بارها مخالفت خواهد کرد؛ بنابراین یک اختلاف پتانسیل ثابت تا زمانی که جریان ادامه داشته باشد به وجود خواهد آمد.
برای یک فلز ساده که تنها یک نوع حامل بار (الکترون‌ها) در آن وجود دارد، ولتاژ هال ({\displaystyle V_{H}})، به صورت زیر بدست می‌آید:
{\displaystyle V_{H}={\frac {-IB}{dne}}}
که در آن {\displaystyle I} جریان عبوری از طول صفحه، {\displaystyle B} چگالی شار مغناطیسی، {\displaystyle d} عمق صفحه، {\displaystyle e} بار الکتریکی الکترون و {\displaystyle n} چگالی حامل‌های بار الکتریکی است.
اثر هال به صورت زیر تعریف می‌شود:
{\displaystyle R_{H}={\frac {E_{y}}{j_{x}B}}}
که در آن {\displaystyle j} چگالی جریان الکترون‌های حامل است. در سیستم اِس‌آی این فرمول به صورت زیر ساده می‌شود:
{\displaystyle R_{H}={\frac {E_{y}}{j_{x}B}}={\frac {dV_{H}}{IB}}=-{\frac {1}{ne}}}
بنابراین اثر هال به عنوان ابزاری که می‌توان به وسیلهٔ آن یا چگالی حامل یا میدان مغناطیسی را اندازه گرفت، بسیار سودمند است.
یک ویژگی بسیار مهم اثر هال این است که بین حامل‌های مثبت که یک جهت حرکت می‌کنند و حامل‌های منفی که در جهت دیگر حرکت می‌کنند، تفاوت می‌گذارد.
اثر هال اولین برهان واقعی‌ای بود که اثبات می‌کرد جریان الکتریکی در فلزات به وسیلهٔ الکترون‌های در حال حرکت ایجاد می‌شود و نه پروتون‌ها.
همچنین اثر هال نشان داد که در برخی مواد، مخصوصاً نیمه‌رسانا‌های نوع P، بهتر است جریان را به صورت حرکت حفره‌های الکتریکی در نظر بگیریم تا الکترون‌های در حال حرکت.
یکی از عوامل مهم در پیچیدگی اثر هال این است که حفره‌هایی که در حال حرکت به سمت چپ هستند، در واقع الکترون‌های در حال حرکت به سمت راست می‌باشند، بنابراین ممکن است شخصی انتظار داشته باشد که ضریب هال برای الکترون‌ها و پروتون‌ها یکسان و هم علامت باشد. در هر صورت، رفع این پیچیدگی تنها به وسیلهٔ نظریهٔ مکانیک کوانتومی مدرن دربارهٔ جابجایی در جامدات ممکن است.
با این حال باید در نظر داشت که حتی اگر الکترودهای وَن دِر پا ایده‌آل تنظیم شوند، یک ناهمگن نمونه، ممکن است منجر شود علامت اثر هال نامعقول جلوه کند. برای مثال در یک نیمهٔ رسانا که مشخصا از نوع اِن بود، اثر هال به صورت مثبت مشاهده شد.

### اثر هال در نیمه‌رسانا‌ها
هنگامی که یک نیمه‌رسانای حامل جریان در میدان مغناطیسی قرار گیرد، بر حامل‌های جریان نیمه‌رسانا نیرویی وارد می‌شود که جهت آن هم بر جهت جریان و هم بر جهت میدان مغناطیسی عمود است. پس از تعادل، ولتاژی در دو لبه‌های نیمه‌رسانا ایجاد می‌گردد.
فرمول سادهٔ ضریب هال که بالاتر تعریف شد، در نیمه‌رساناها پیچیده‌تر می‌شود، چراکه دو نوع حامل بار در آن‌ها وجود دارد: الکترونها و حفره‌ها، و هر کدام از آن‌ها می‌توانند چگالی‌ها و قابلیت تحرک متفاوتی داشته باشند.
بجای فرمول پیچیده چگالی و تحرک بار میتوان مقاومت نیمه رسانا را در فرمول قرار داد.
برای میدان‌های مغناطیسی معمولی، ضریب هال به صورت زیر است:
{\displaystyle R_{H}={\frac {-n\mu _{e}^{2}+p\mu _{h}^{2}}{e(n\mu _{e}+p\mu _{h})^{2}}}}
که در آن {\displaystyle \,n} چگالی الکترون‌ها، {\displaystyle \,p} چگالی حفره‌ها، {\displaystyle \,\mu _{e}} قابلیت تحرک الکترون‌ها، {\displaystyle \,\mu _{h}} قابلیت تحرک حفره‌ها و {\displaystyle \,e} مقدار مطلق بار الکتریکی است.
در میدان‌های قوی، عبارت ساده‌تری، معادل آنچه در گونهٔ تک‌حامل شاهد هستیم، وجود دارد.
{\displaystyle R_{H}={\frac {(p-nb^{2})}{e(p+nb)^{2}}}}
که در آن {\displaystyle b={\frac {\mu _{e}}{\mu _{h}}}}